# دس تورس
دس تورس (به اسپانیایی: Dos Torres) یک دهستان در اسپانیا است که در استان کوردوبا (اسپانیا) واقع شده‌است. دس تورس ۱۲۹ کیلومتر مربع مساحت و ۲٬۵۹۲ نفر جمعیت دارد و ۵۸۷ متر بالاتر از سطح دریا واقع شده‌است.